# Gare de Walheim
Gare de Walheim vasútállomás Franciaországban, Walheim településen.

## Vasútvonalak
Az állomást az alábbi vasútvonalak érintik:
- Párizs–Mulhouse-vasútvonal

## Kapcsolódó állomások
A vasútállomáshoz az alábbi állomások vannak a legközelebb:
- Gare d’Altkirch
- Gare de Tagolsheim